# Barclay Tower
Le Barclay Tower est un gratte-ciel de New York. Il est situé dans le quartier de TriBeCa près de Lower Manhattan. Il a été construit de 2005 à 2007 et mesure 205 mètres pour cinquante-six étages. Il est actuellement un des plus hautes constructions résidentielles de la ville.